# Trisetum inaequale
Trisetum inaequale är en gräsart som beskrevs av Leo David Whitney. Trisetum inaequale ingår i släktet glanshavren, och familjen gräs. Inga underarter finns listade i Catalogue of Life.